# Feud (computerspel)
Feud (in sommige landen uitgebracht onder de naam Halloween) is een computerspel dat werd ontwikkeld door Binary Design en werd uitgegeven door Mastertronic. Het spel kwam in 1987 uit voor verschillende homecomputers. De speler speelt Learic en moet 24 kruiden en bloemen te verzamelen die worden gebruikt om een van de twaalf spreuken te doen. De looprichting van Learic is zichtbaar via een kompas. Het speelveld wordt van bovenaf getoond.

## Platforms
| Jaar | Platform                                                        |
| ---- | --------------------------------------------------------------- |
| 1987 | Amiga, Amstrad CPC, Atari 8-bit, Commodore 64, MSX, ZX Spectrum |
| 1988 | DOS                                                             |

## Ontvangst
| Beoordeeld door                       | Platform     | Datum      | Score |
| ------------------------------------- | ------------ | ---------- | ----- |
| ACE (Advanced Computer Entertainment) | Amiga        | maart 1988 | 86%   |
| Tilt                                  | Commodore 64 | juni 1987  | 70%   |
| Tilt                                  | Amstrad CPC  | juni 1987  | 70%   |
| Happy Computer                        | Commodore 64 | mei 1987   | 69%   |
| Tilt                                  | MSX          | juni 1987  | 55%   |
| Zzap!                                 | Commodore 64 | juni 1987  | 50%   |